# Proburnetia viatkensis
Proburnetia viatkensis è un terapside estinto, appartenente ai burnetiamorfi. Visse nel Permiano superiore (circa 259 - 254 milioni di anni fa) e i suoi resti fossili sono stati ritrovati in Russia.

## Descrizione
Questo animale è noto per un cranio lungo una ventina di centimetri, e si suppone che la lunghezza totale fosse di circa un metro e venti. Proburnetia, come tutti i burnetiamorfi, era caratterizzato dalla presenza di numerose protuberanze ossee presenti sul cranio. In particolare, era presente una protuberanza mediana sulle ossa nasali, a forma di cresta e più alta di quella presente nell'affine Burnetia. Erano presenti anche due creste laterali che sovrastavano le narici esterne, una protuberanza mediana frontale molto prominente e due alte "corna" frontali di forma triangolare. La parte posteriore del cranio era caratterizzata da "corna" sopratemporali acuminate e allungate, dirette posteriormente. Erano inoltre presenti protuberanze ossee di piccole dimensioni sulla mascella, in zona ventrale rispetto alla fossa antorbitale e posteriori alle narici esterne. Proburnetia era inoltre caratterizzato dalla presenza di sette denti postcanini, una caratteristica che si riscontra anche nel biarmosuco Ictidorhinus.

## Classificazione
Proburnetia è un membro dei burnetiamorfi, un gruppo di terapsidi arcaici dalle caratteristiche protuberanze craniche. In particolare, alcune analisi cladistiche hanno identificato Proburnetia come un membro di una sottofamiglia a sé stante (Proburnetiinae) all'interno della famiglia Burnetiidae, in una posizione basale rispetto al clade Burnetiinae, comprendente forme derivate quali Burnetia e Bullacephalus. Affine a Proburnetia era Paraburnetia.

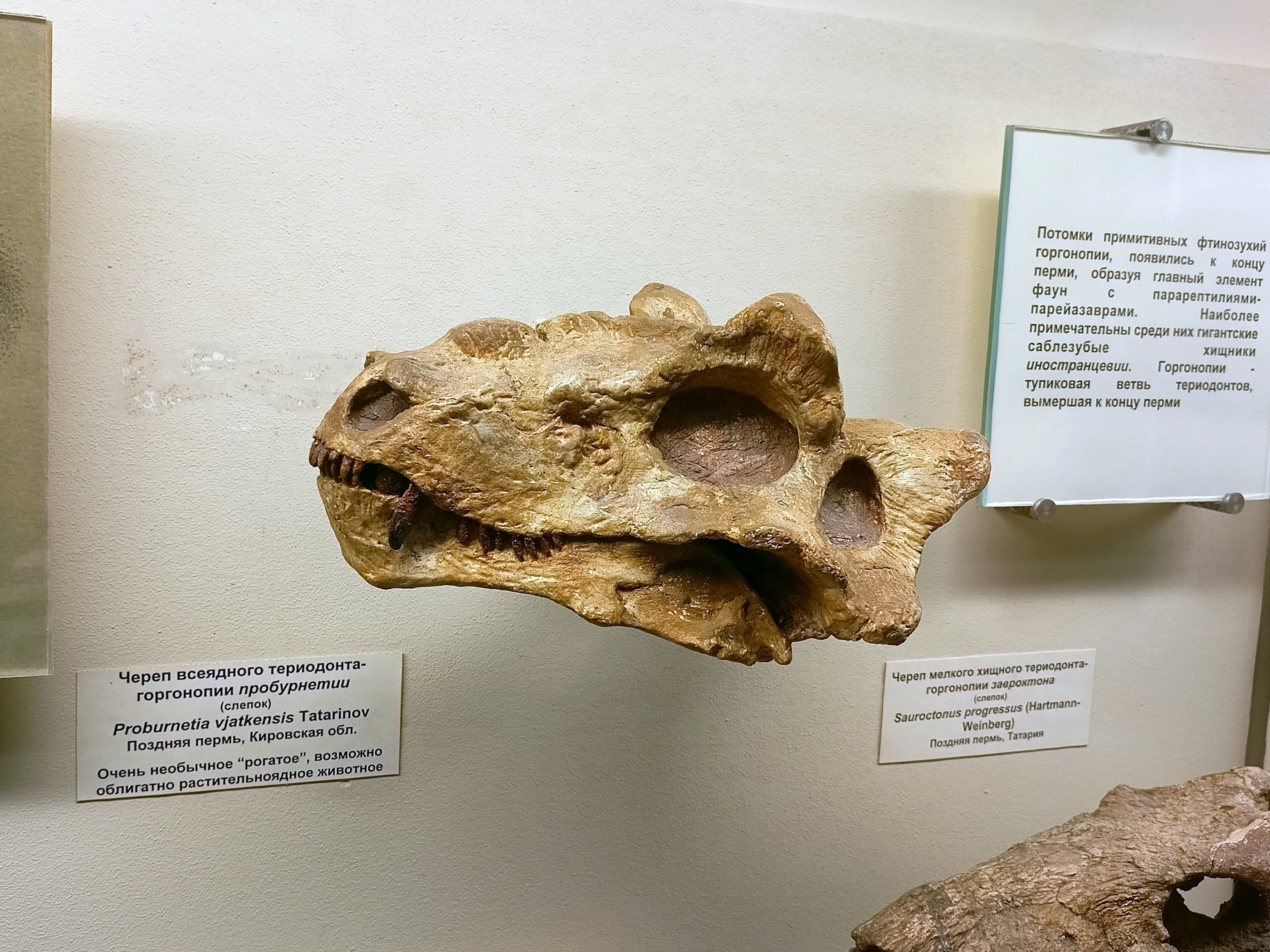
Cranio di Proburnetia viatkensis

Proburnetia viatkensis venne descritto per la prima volta nel 1968, sulla base di un cranio con mandibola conservato come concrezione in arenaria in cui è visibile anche parte del calco endocranico. I fossili vennero ritrovati lungo le sponde del fiume Vyatka, nel distretto di Kotel’nich (Provincia di Kirov) in Russia.